# 美国共和党派系

美国共和党标志

美国的共和党包括多个政治派系。19世纪，美国共和党的派系包括：混血儿派，他们支持进行公务员制度改革；激进派，他们支持废除美国的奴隶制度，后来在重建时期亦倡导给予被解放奴隶平等的公民权；坚定派，他们支持机械政治。进入20世纪后，共和党的派系分化为进步派（Progressive Republicans）、里根派和洛克菲勒派。而在21世纪，美国共和党的派系主要由保守派（在国会以共和党研究委员会和自由核心小组为代表）、温和派（在国会以共和党治理集团及问题解决者核心小组中的共和党员为代表）和自由派（在国会以共和党自由核心小组为代表）组成。在唐纳德·特朗普担任美国总统期间，共和党又分裂出特朗普派和反特朗普派。

## 现有主要派系

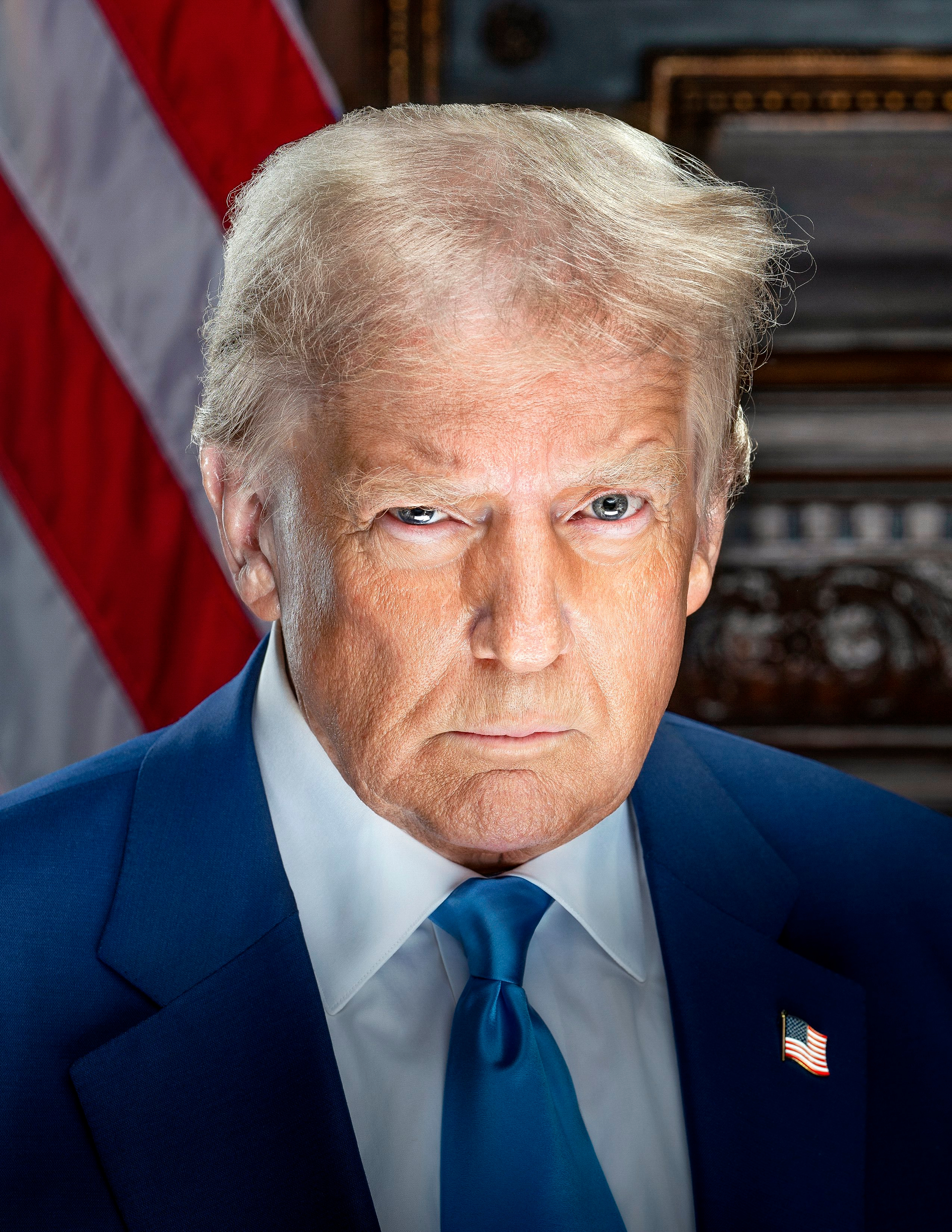
第45任及第47任美国总统唐納·川普

在贝拉克·奥巴马担任美国总统期间，美国共和党经历了一场其统治阶级（即共和党建制派）与信奉反建制和小政府主义的茶党运动之间的内讧。 2012年，《纽约时报》将共和党划分为六个派系：大街选民派（Main Street Voters）、茶党选民派（Tea Party Voters）、基督教保守派（Christian Conservatives）、自由派（Libertarians）、不满派（The Disaffected）和濒危 / 消失派。 2014年，皮尤研究中心将倾向于共和党的选民分为三个派系：坚定保守派（Steadfast Conservatives）、商业保守派（Business Conservatives）和年轻局外派（Young Outsiders）。 2019年，在唐納·川普担任美国总统期间，538网的小佩利·培根（Perry Bacon Jr.）断言共和党将分类成五个派系：特朗普派、支持特朗普派、对特朗普持怀疑态度的保守派、对特朗普持怀疑态度的温和派和反特朗普派。
2021年2月，在唐纳德·特朗普败选给乔·拜登及国会山骚乱之后，《华盛顿邮报》的菲利普·邦普（Philip Bump）认为当时的共和党众议员已经分裂成特朗普派（该派系反对第二次弹劾特朗普和剥夺玛乔丽·泰勒·格林自由核心小组成员资格及推翻2020年总统选举结果）、问责核心小组派（该派系支持第二次弹劾特朗普和 / 或剥夺玛乔丽·泰勒·格林自由核心小组成员资格）和亲民主共和党人派（该派系既反对第二次弹劾特朗普和剥夺玛乔丽·泰勒·格林自由核心小组成员资格但也反对推翻2020年总统选举结果）。 同一时期，《达拉斯晨报》的卡尔·洛布斯多夫（Carl Leubsdorf）也认定共和党人分为三种类别：从不支持特朗普派（包括比尔·克里斯托、参议员米特·罗姆尼及州长查利·贝克和拉里·霍甘等）、有时支持特朗普派（包括参议院少数党领袖米奇·麦康奈尔和常驻联合国代表妮基·黑利等）、始终支持特朗普派（包括参议员泰德·克鲁兹和乔希·霍利等）。
2021年3月，根据一份民意调查报告显示，在特朗普当选总统后，支持共和党的选民中分化出五个派系：永绝特朗普派、后特朗普派（喜欢特朗普但不希望他再次参选）、支持特朗普派（喜欢特朗普但更认同共和党而非特朗普本人）、特朗普死忠派和共和党信息战派（认同阴谋论者）。 同年11月，皮尤研究中心的一份调查显示有四类美国人群会与共和党结盟，他们分别是：信仰与旗帜保守派（Faith and Flag Conservatives）、坚定保守派（Committed Conservatives）、民粹右派（Populist Right）和矛盾右派（Ambivalent Right）。
截至2023年，国会共和党议员将众议院内的共和党派系称为“五大家族”。 “五大家族”的概念源自电影《教父》，特指美国黑手党犯罪家族。 而美国众议院内的共和党“五大家族”指的是代表众议院右翼的自由核心小组、代表保守派的共和党研究委员会、代表商人利益的主街核心小组（Main Street Caucus）、代表主流共和党人的共和党治理集团以及跨党派问题解决者核心小组中的共和党议员。需要注意的是，这些派系中的成员相互重叠。

### 特朗普派
特朗普派（有時被稱為MAGA或「美國優先」運動）是截至2024年，共和黨當今的主流派系。它被描述為由一系列右翼意識形態組成，包括但不限於右翼民粹主義、民族保守主義 、新民族主義、和與唐納德·川普及其支持者有關的政治運動。有一些評論家將他們描述為美國政治上的「極右派」。
在國際關係中，川普主義者支持美國援助以色列，但不支持烏克蘭，普遍支持俄羅斯，並支持孤立主義的「美國優先」外交政策議程。他們普遍拒絕黨內和與民主黨的妥協，並願意驅逐他們認為過於溫和的共和黨官員。與其他共和黨人相比，川普派更有可能是移民限制主義者，並且反對自由貿易 、新保守主義和环境保护主义。
共和黨的川普主義隨著2010年代和2020年代全球極右運動的增加而出現，也被描述為「極右派」的茶黨運動崛起亦推動了川普主義。 2016年總統選舉川普首次當選美國總統後，該黨主要分裂為支持川普和反對川普兩派。川普在2020年連任敗選和在2024年再次勝選後，特朗普派在共和黨中已越來越占主導地位。

### 保守派

2010年美国各州自认保守派人士占总人口比例：
49%及以上
45–48%
41–44%
37–40%
33–36%
32%及以下

美国现代保守主义诞生于1950年代到1960年代之间，最初的领导人包括共和党参议员罗伯特·塔夫脱、罗素·柯克和小威廉·巴克利等人。其核心宗旨包括促进个人自由和自由市场经济，同时反对工会、高税负及政府监管。
在经济政策方面，保守派呼吁大幅度削减政府开支、减少对经济的监管以及改变或私有化社会保障。供给面学派和新自由主义的支持者占据着主流地位，但是财政保守主义、赤字鹰派和贸易保护主义等思潮在共和党内也不乏支持者。1930年之前，共和党内东北部支持制造业的派系曾坚定要求提高关税；而在唐纳德·特朗普担任美国总统期间，这一立场在许多保守派圈子内又重新流行起来。 保守派通常持社会保守主义立场，他们支持持枪权并限制堕胎权；但是这些问题在共和党内有诸多观点。
保守派普遍反对平权运动，但支持增大军费开支和反对控枪。而在学券议题上，共和党保守派分裂成了两个阵营。支持者相信“大政府教育是失败的”；而反对者则担心政府趁机加强对私立学校和教会学校的控制。部分共和党保守派因为反环保主义或否认气候变化而否定普遍科学共识， 这使得他们遭致批评；并且他们的这种行为在全球保守派政党中也独树一帜。
在特朗普当选总统后，保守派思想的长期转变被描述为传统保守主义意识形态与右翼民粹主义主题相结合的“新融合主义”。 这些转变导致保守派越来越倾向民族保守主义、贸易保护主义、文化保守主义，支持更现实的外交政策和对新保守主义的否定，同时减少回滚权利计划的努力以及对传统制衡的蔑视。

## 国会核心小组
| 选举年   | 共和党研究委员会 （主流） | 自由核心小组 （主流） | 共和党治理集团 | 問題解決者核心小組 | 共和黨大街核心小組 |
| 政治立場 | 中間偏右至右翼            | 右翼至極右翼          | 中間偏右至右翼 | 中間               | 中間               |
| -------- | ------------------------- | --------------------- | -------------- | ------------------ | ------------------ |
| 2020年   | 157 / 213                 | 44 / 213              | 45 / 213       | 28 / 213           | 0 / 213            |
| 2022年   | 173 / 222                 | 45 / 222              | 42 / 222       | 29 / 222           | 67 / 222           |
| 2024年   | 177 / 220                 | 38 / 220              | 41 / 220       | 27 / 220           | 73 / 220           |

## 延伸阅读
- Michael Barone; Richard E. Cohen. . National Journal Group. 2009. ISBN 9780892341191.

- Peter Baker; Susan Glasser. . Knopf Doubleday Publishing Group. 2022-09-20. ISBN 9780385546546.

- John David Dyche. . ISI Books. 2009. ISBN 9781935191599.

- Thomas B. Edsall. . Basic Books. 2006-08. ISBN 9780465018154.

- Michael Crane (编). . S.P.I. Books. 2004.

- Thomas Frank. . Picador. 2005-05. ISBN 9780805077742.

- Bruce Frohnen; Jeffrey O. Nelson; Jeremy Beer (编). . ISI Books. 2006. ISBN 9781932236446.

- Tom Hamburger; Peter Wallsten. . Wiley. 2006-07-18. ISBN 9780471776727.

- Nicole Hemmer. . Basic Books. 2022-08-30. ISBN 9781541646872.

- Hugh Hewitt. . XULON Press. 2009-01-15. ISBN 9781607911555.

- John Micklethwait; Adrian Wooldridge. . Penguin Press. 2004-05. ISBN 9781594200205.

- Richard Morin; Claudia Deane. . Washington Post (The Washington Post Company). 1998-10-04: A1  [2024-02-16]. （原始内容存档于2021-02-02）.